# Brigade de transmissions et d'appui au commandement
La brigade de transmissions et d'appui au commandement (BTAC) est une brigade créée le 1er mai 1994, au cours d'une cérémonie organisée au château de Compiègne, et dissoute le 21 juin 2016.
Le commandement des systèmes d'information et de communication lui succède dans le cadre du plan de réorganisation de l'Armée de terre nommé Au contact.

## Historique
La création de la brigade des transmissions a lieu le 1er mai 1994, au cours d'une cérémonie au château de Compiègne. Elle est alors subordonnée au 3e corps d'armée. Son état-major est stationné à Lille et les régiments qui la composent sont les suivants :
- le 18e régiment de transmissions  d'Épinal ;
- le 40e régiment de transmissions de Thionville ;
- le 51e régiment de transmissions de Compiègne ;
- le 38e régiment de transmissions (régiment de réserve) mis sur pied à Laval.

Le 30 juin 1997, les 18e et 51e régiments de transmissions sont dissous.
Le 1er juillet 1997, l'état-major de la brigade est transféré de Lille à Lunéville au quartier Treuille de Beaulieu-Diettmann et s'installe dans le bâtiment que l'état-major de la Force Hadès occupait jusqu'à sa dissolution le 30 juin 1997. Le même jour, le 53e régiment de transmissions de Lunéville, jusqu'alors subordonné à l'état-major de la Force Hadès, intègre la brigade.
Le 1er juillet 1998, la brigade passe sous la subordination du Commandement de la Force d'Action Terrestre, à la création de ce dernier, à la suite de la dissolution du 3e corps d'Armée et de la Force d'action rapide. Le même jour, le 28e régiment de transmissions d'Issoire intègre la brigade, à la suite de la dissolution de la Force d'action rapide, à laquelle il appartenait.
Le 30 juin 1999, le 38e régiment de transmissions est dissous.
Le 1er juillet 1999, 53e régiment de transmissions de Lunéville quitte la brigade pour le Corps Européen ; le 42e régiment de transmissions, jusqu'alors au Corps Européen, intègre la brigade.
Le 1er juillet 2000, le 48e régiment de transmissions d'Agen intègre la brigade.
Le 1er juillet 2002, la brigade prend l'appellation de Brigade de transmissions et d'appui au commandement, en intégrant le 43e régiment d'infanterie, de Lille, qui assure la fonction d'appui au commandement.
Le 1er juillet 2003, le 18e régiment de transmissions est recréé à Bretteville-sur-Odon et devient le sixième régiment de transmissions de la brigade.
Le 1er juillet 2005, le 43e régiment d'infanterie quitte la brigade. Le 6e régiment de commandement et de soutien est recréé à Douai, et prend la prend la fonction d'appui au commandement, jusque-là dévolue au 43e RI.
Au cours de l'été 2010, le 18e régiment de transmissions et le 6e régiment de commandement et de soutien sont dissous. Le 41e régiment de transmissions est recréé à Douai et intégré à la brigade.
Le 30 juin 2011, le 42e régiment de transmissions est dissous (cérémonie du 26 mai 2011).
Le 20 juin 2016, la brigade est dissoute.

## Symbolique de son insigne

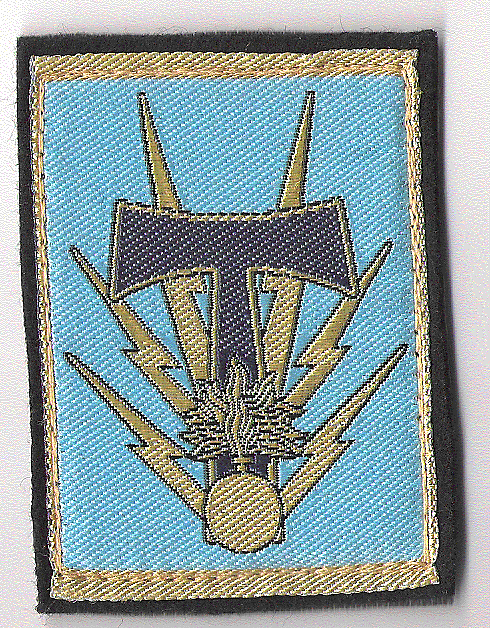
Insigne de manche de la BTAC.

Ecu hexagonal symbolisant la France, au bord légèrement biseauté, monté sur l'épée d'argent gardée d'or symbolisant l'Armée de terre. Six demi-foudres d'état-major, symboles du commandement, rappellent la subordination de la brigade au commandement des Forces terrestres. Le fond bleu ciel et le Tau stylisé bleu foncé bordé d'or symbolisent l'arme des transmissions. La grenade à neuf flammes de l'Infanterie symbolise la composante appui au commandement.

## Implantation
Quartier Treuille de Beaulieu Diettmann à Lunéville (Meurthe-et-Moselle) puis le Quartier Corbineau à Douai (Nord) en 2010.

## Mission  -  Composition  -  Matériels

### Mission
La brigade de transmissions et d'appui au commandement (BTAC) a pour mission :
- de fournir les systèmes d'information et de communication (SIC) et les moyens d'appui au commandement pour un PC de niveau 1 (corps d'armée ou LCC. - Land Component Command), pour deux P.C. de niveau 2 (division type OTAN) et pour un PC IAT ;
- de les mettre en œuvre et de conduire leur manœuvre à partir de centres de mise en œuvre (CMO) aux deux niveaux.

Elle participe en permanence, dans le cadre de la préparation opérationnelle, au renforcement CFT (commandement des forces terrestres) lors de leurs exercices (EMF - BIA - BAS - BL).
Enfin, dans le cadre d'un partenariat, elle met à disposition de l'École des transmissions (ETRS) (anciennement École supérieure et d'application des transmissions : ESAT)  et de la Section technique de l'Armée de terre (STAT) des stations avec leurs équipages pour la formation et les expérimentations.
La spécificité de la brigade est le regroupement au sein d'une même unité des moyens concourant à la mise en œuvre et au fonctionnement des PC de la FAT et de la FLT. La brigade est un réservoir de moyens de mise en œuvre des systèmes d'information opérationnels, de communication et d'appui au commandement qui offre une réelle capacité de mettre sur pied des PC de niveau 1 et 2, en particulier dans le cas d'opérations multinationales où la France est « nation cadre » ou engage une division.

### Ses moyens
Cinq régiments de transmissions structurés sur un modèle unique et regroupant des moyens SIC tactiques et stratégiques appartenant à la chaîne des télécommunications et de l'informatique :
- 28e régiment de transmissions d'Issoire[2] ;
- 40e régiment de transmissions de Thionville ;
- 41e régiment de transmissions  de Douai (le 41e RT de Senlis avait été dissous en 2009)[3] ;
- 48e régiment de transmissions d'Agen[4] ;
- 53e régiment de transmissions de Lunéville[5] ;
- centre de formation initiale des militaires du rang (CFIM) de Dieuze[6].

### Données numériques
- 8 500 personnels.
- 3 000 véhicules dont 25 V.T.L..
- 150 shelters[Quoi ?] mobiles.
- 1 400 stations techniques.
- Moyens télécom : radio, satellites, centraux, faisceaux hertziens.
- Moyens informatiques : 700 stations SICF, routeurs, commutateurs réseau.